# Grupo do Mar de Ross

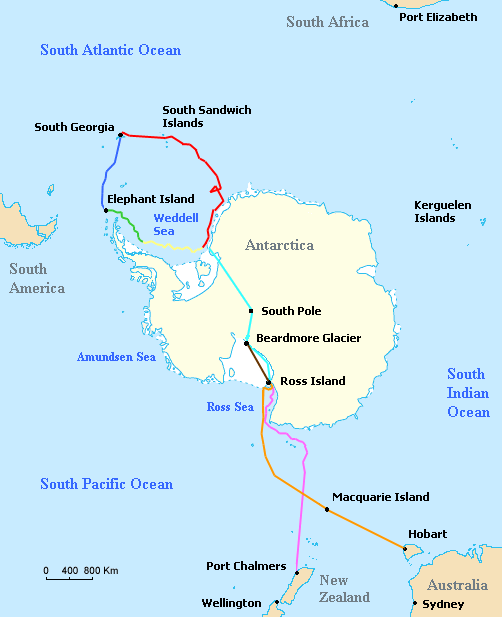
1914–1917: Rotas marítimas dos navios Endurance, Aurora e James Caird; a rota terrestre planeada do grupo transcontinental; e a rota do Grupo do mar de Ross para instalação dos depósitos:
Viagem do Endurance
Deriva do Endurance preso no gelo
Deriva na placa do gelo depois do afundamento do Endurance
Viagem do James Caird
Rota planeada transcontinental
Viagem do Aurora para a Antártida
Deriva e regresso do Aurora
Rota da instalação dos depósitos

O Grupo do mar de Ross foi um dos grupos da Expedição Transantártica Imperial (1914–1917) liderada por sir Ernest Shackleton. A sua tarefa era instalar um conjunto de depósitos Grande Barreira de Gelo desde o mar de Ross até ao glaciar Beardmore,  ao longo da rota polar estabelecida por anteriores explorações antárticas. O grupo principal da expedição, sob o comando de Shackleton, deveria desembarcar no lado oposto, na costa da Antárctida banhada pelo mar de Weddell, e atravessar o continente a pé, através do Polo Sul até ao mar de Ross. Como o grupo principal não tinha capacidade para transportar combustível e mantimentos suficientes para todo o percurso, a sua sobrevivência dependia dos depósitos do grupo do mar de Ross, que abrangeriam o quarto final da travessia.
Shackleton zarpou de Londres no seu navio Endurance, em direcção ao mar de Weddell em Agosto de 1914. Entretanto, os membros do grupo do mar de Ross juntaram-se na Austrália, no segundo navio da expedição, o SY Aurora. Problemas financeiros e organizacionais atrasaram a sua partida até Dezembro de 1914, o que encurtou a primeira fase de instalação de depósitos. Depois da sua chegada, o inexperiente grupo esforçou-se por se adaptar às viagens antárcticas, chegando a perder alguns dos cães puxadores de trenós. No início do inverno antárctico, o grupo passou por um grande revés: o Aurora foi arrancado das suas amarras durante uma grande tempestade e foi incapaz de regressar, deixando o grupo terrestre abandonado.
Apesar de vários contratempos, o grupo do mar de Ross ultrapassou disputas pessoais internas, condições atmosféricas extremas, doenças e a morte de três dos seus membros, e conseguiu levar a cabo o seu objectivo principal durante a segunda estação antártica. Embora tivessem instalado os depósitos, estes acabaram por não ser utilizados pelo grupo de Shackleton pois este não conseguiu desembarcar dado o Endurance ter sido esmagado no mar de Weddell pelo gelo. Shackleton acabou por levar os seus homens em segurança, mas a travessia transcontinental foi cancelada. O grupo do mar de Ross ficou por sua conta até Janeiro de  1917, quando o Aurora, que tinha sido entretanto reparado e reabastecido na Nova Zelândia, chegou para os resgatar. O reconhecimento público dos seus esforços não foi logo tido em conta mas, acabaram por ser entregues quatro Medalhas de Alberto, duas delas a título póstumo. Shackleton escreveria mais tarde que aqueles que morreram "deram as suas vidas pelo seu país tal como aqueles que deram as sua vidas em França ou na Flandres" durante a Primeira Guerra Mundial.

## Antecedentes
Depois da conquista do Polo Sul por Roald Amundsen, em Dezembro de 1911, Shackleton, que também tinha tentado esta conquista, foi forçado a repensar sobre as suas ambições de exploração polar. Ele acreditava que ainda restava "um grande objectivo na exploração antárctica—a travessia do continente do Polo Sul de um mar para o outro." Com base em planos desenvolvidos anteriormente pelo explorador escocês William Bruce, Shackleton planeou desembarcar com o seu grupo principal o mais a sul possível, na costa do mar de Weddell. A sua equipa transcontinental iria então a pé até ao Polo, antes de continuar pelo planalto polar, desceriam até à Grande Barreira de Gelo, através do glaciar Beardmore (que Shackleton tinha descoberto em 1909). A última etapa era atravessar a Barreira até ao Estreito de McMurdo na costa do mar de Ross.
Shackleton estimou que a travessia teria uma extensão de 2900 km, uma distância demasiado grande para que o seu grupo carregasse com todas as provisões. Para dar esse apoio, um grupo separado desembarcaria no Estreito de McMurdo e instalaria uma série de depósitos através de 640 km ao longo da Barreira, para ajudar o grupo transcontinental. Também fazia parte das suas responsabilidades pesquisas científicas. Shackleton referiu que a instalação de depósitos era vital para o sucesso de toda a expedição, mas acreditava que não seria uma tarefa difícil. O navio do Grupo do mar de Ross era o SY Aurora, um navio utilizado recentemente por Douglas Mawson na Expedição Antártica Australasiática .

## Membros da expedição

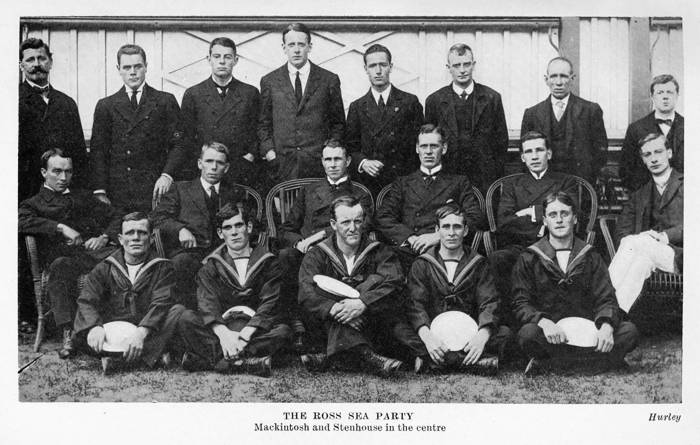
Grupo do mar de Ross: Fila de trás, da esquerda: Joyce, Hayward, Cope, Spencer-Smith. Ao centro: Mackintosh (terceiro da esquerda), Stenhouse (quarto da esquerda)

Para liderar o grupo, Shackleton escolheu Aeneas Mackintosh - inicialmente Shackleton tinha tentado obter uma uma tripulação naval junto do Almirantado.  Mackintosh, tal como Shackleton, era um ex-oficial da marinha mercante, que tinha participado na Expedição Nimrod, onde sofreu um acidente grave que resultou na perda do seu olho direito. Outro veterano da Nimrod, Ernest Joyce, que tinha começado as suas aventuras antárcticas com Robert Falcon Scott na Expedição Discovery, ficou responsável pelos trenós e pelos cães. Joyce doi descrito pelo biografo de Shackleton, Roland Huntford, como "uma estranha mistura de fraude, extravagância e aptidão", mas o seu desempenho na instalação de depósitos durante a expedição Nimrod tinha impressionado Shackleton. Ernest Wild, um sub-oficial da Marinha Real, foi adicionado ao grupo devido à persuasão do seu irmão, Frank Wild, que era o segundo-no-comando no navio Endurance.
Algumas das nomeações para o grupo foram feitas à pressa, reflectindo o pouco tempo que  Shackleton tinha reservado para uma organização prévia. Joseph Stenhouse, um jovem oficial da Companhia de Navegação a Vapor Anglo-Indiana, foi indicado para Primeiro-Oficial do Aurora depois de ter viajado da Austrália para Londres em busca de uma entrevista com  Shackleton O Reverendo Arnold Spencer-Smith, um padre da Igreja Episcopal Escocesa e ex-professor, entrou para o grupo como substituto de um dos membros originais que tinha deixado a expedição para prestar serviço na Primeira Guerra Mundial. Victor Hayward, um funcionário da área financeira de Londres com gosto pela aventura, foi recrutado com base na informação de que tinha trabalhado num rancho no Canadá.
Embora o papel principal do grupo fosse a instalação dos depósitos de provisões, o programa de  Shackleton incluía uma equipa científica para a realização de trabalhos nas áreas da biologia, meteorologia e magnetismo na região. O cientista-chefe era Alexander Stevens, um geólogo escocês e antigo estudante de teologia. John Cope, um licenciado de Cambridge de 21 anos de idade, era o biólogo da equipa; um estudante de Medicina, seria o cirurgião do navio. Foram contratados outros dois cientistas na Austrália: o físico Dick Richards e o químico industrial Keith Jack. Um primo australiano de Spencer-Smith, Irvine Gaze, foi contratado como assistente-geral.

## Problemas na Austrália
Mackintosh e os principais membros do grupo chegaram a Sydney, na Austrália, no final de Outubro de 1914. Ficaram surpreendidos ao saber que o Aurora não estava em condições para efectuar uma viagem pela Antárctida, e requeria uma manutenção profunda. Além disso, Shackleton não terá entendido as condições da compra do navio a Mawson — até o registo do navio em nome de Shackleton, não foi bem efectuado. Mawson ficou com grande parte do equipamento e provisões que estavam a bordo; instrumentos básicos de navegação, tal como as condições dos quartos da tripulação, todos precisavam de substituição. Para piorar ainda mais o problema, Shackleton tinha reduzido os fundos disponíveis de Mackintosh de 2000 para 1000 libras, esperando que este conseguisse obter a diferença através de donativos e da hipoteca do navio. Não havia dinheiro para pagar as remunerações e as despesas diárias do grupo.
Shackleton encontrava-se incontactável, a bordo do Endurance, em direcção à Antárctida. Os patrocinadores da expedição na Austrália, em particular, sir Edgeworth David que tinha sido o cientista-chefe da Expedição Nimrod, estavam preocupados com a situação complicada em que o grupo de Mackintosh se encontrava. Ajudaram a reunir fundos suficientes para manter a expedição operacional, mas alguns membros da expedição desistiram da expedição ou rescindiram o seu contrato. Alguns dos substitutos de última hora tinham pouca experiência; Adrian Donnelly, um especialista em comboios, sem experiência de mar, aceitou entrar como segundo-engenheiro, enquanto o operador de comunicações sem-fios, Lionel Hooke, era um aprendiz de electricista de 18 anos de idade.
Apesar de todos estes contratempos, o Aurora ficou pronto para partir de Sydney a 15 de Dezembro de 1914, em direcção a Hobart, onde chegou a 20 de Dezembro para levar as últimas provisões e combustível antes de seguir para sul. A 24 de dezembro, três semanas depois do previsto, o Aurora partiu, finalmente, para a Antárctida, chegando perto da ilha de Ross a 16 de Janeiro de 1915. Mackintosh decidiu estabelecer uma base em cabo Evans, a base original de Scott durante a Expedição Terra Nova em 1910–13, e um local seguro para ancorar o Aurora.

## Primeiro período: 1914–1915

### Instalação de depósitos: Janeiro-Março de 1915

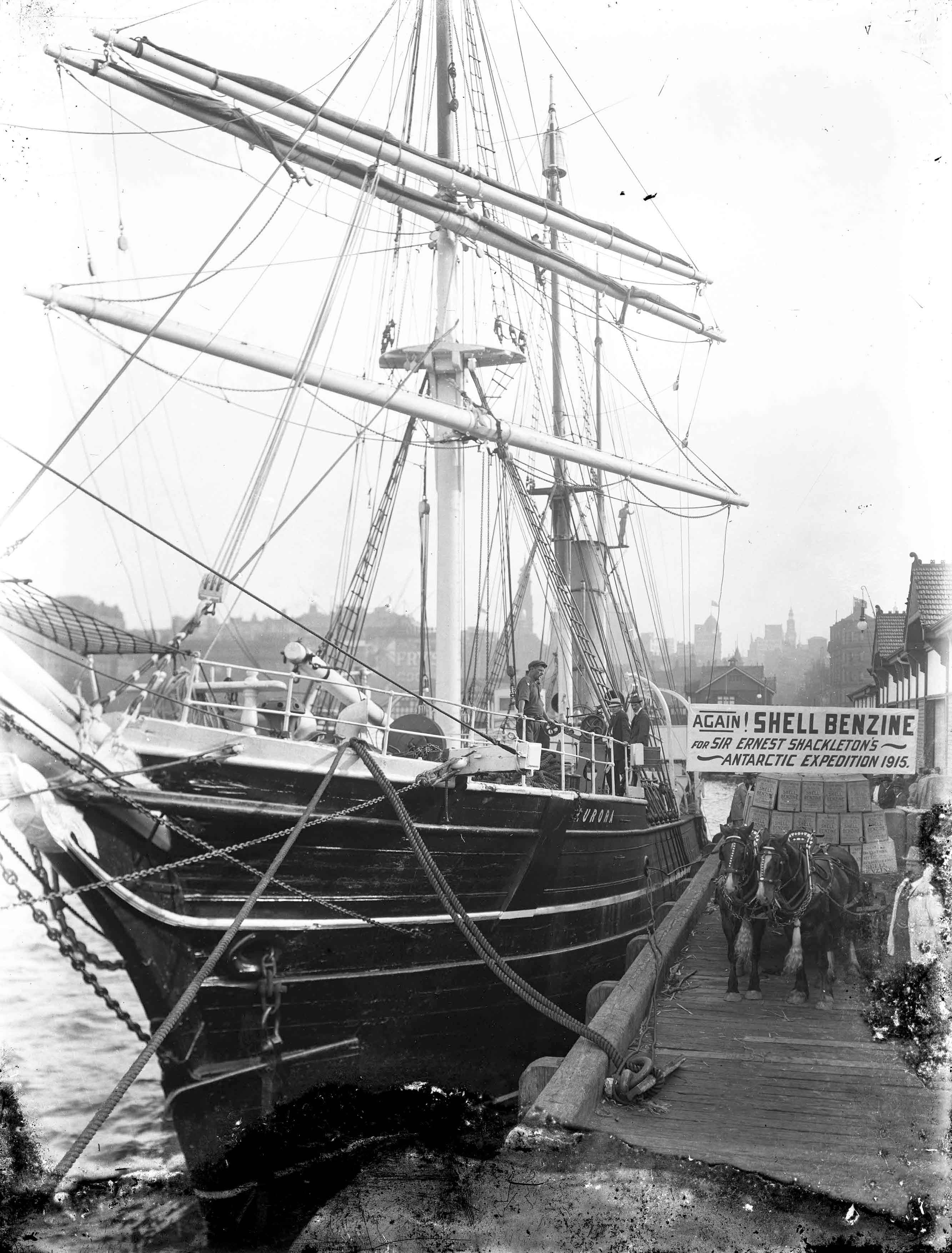
O Aurora no porto de Sydney em Dezembro de 1914.

Acreditando que Shackleton poderia tentar a travessia durante o primeiro ano, Mackintosh decidiu que tinha que instalar os primeiros dois depósitos rapidamente, um a 79°S perto de Minna Bluff, um local destacado na Barreira, e outro mais a sul a 80°. Estes seriam, na sua perspectiva, os depósitos mínimos essenciais que permitiriam a Shackleton, e ao seu grupo, sobreviver à travessia da Barreira. A chegada atrasada do Aurora à Antárctida, reduziu o tempo de adaptação dos cães e dos inexperientes homens, o que levou a algumas discussões sobre como prosseguir. Ernest Joyce, o mais experiente em explorações antárcticas, defendeu uma atitude de cautela e um atraso da instalação dos depósitos por mais uma semana. Joyce disse que Shackleton lhe tinha dado autonomia na gestão das actividades com os trenós, uma perspectiva rejeitada por Mackintosh e, mais tarde, verificada como não tendo qualquer fundamento.
Mackintosh fez prevalecer a sua opinião e, a 24 de Janeiro de 1915, o primeiro de três grupos partiu para a Barreira, e outros outros dois no dia seguinte. Novas discórdias surgiram entre Joyce e Mackintosh sobre até onde é que os cães deveriam ser levados. Joyce queria que fossem para além de Bluff, mas a pressa de Mackintosh dizia-lhe que deveriam ir até à latitude 80°S. Outro ponto de discussão era o insucesso de tentar levar as provisões em trenós motorizados. Embora, os depósitos tivessem sido instalados em Minna Bluff e a 80°S, no geral, a operação foi assombrada por vários problemas. Nem todas as provisões chegaram aos depósitos, e, tal como a falha do trenó motorizado, todos os dez cães levados na viagem morreram no regresso. Quando todos os grupos se juntaram em Hut Point, a 25 de Março, os homens estavam exaustos e com queimaduras provocadas pelo gelo, e notava-se uma perda de confiança por parte de Mackintosh. O estado do gelo do mar no Estreito de McMurdo tornava impossível a viagem de regresso a cabo Evans e, assim, o grupo ficou preso até 1 de Junho, em condições muitos difíceis e dependentes das focas para sua alimentação e combustível.
Mais tarde veio a saber-se que que a primeira temporada de instalação de depósitos, e todas as suas dificuldades, tinham sido desnecessárias. Shackleton escreveu numa carta, que enviou da Geórgia do Sul, a 5 de Dezembro de 1914 (data em que o Endurance deixou a ilha para o mar de Weddell) a Ernest Perris do Daily Chronicle, que "não havia qualquer hipótese de efectuar a travessia naquele período". Mackintosh deveria ter recebido esta informação, mas "o telegrama nunca foi enviado".

### A perda doAurora

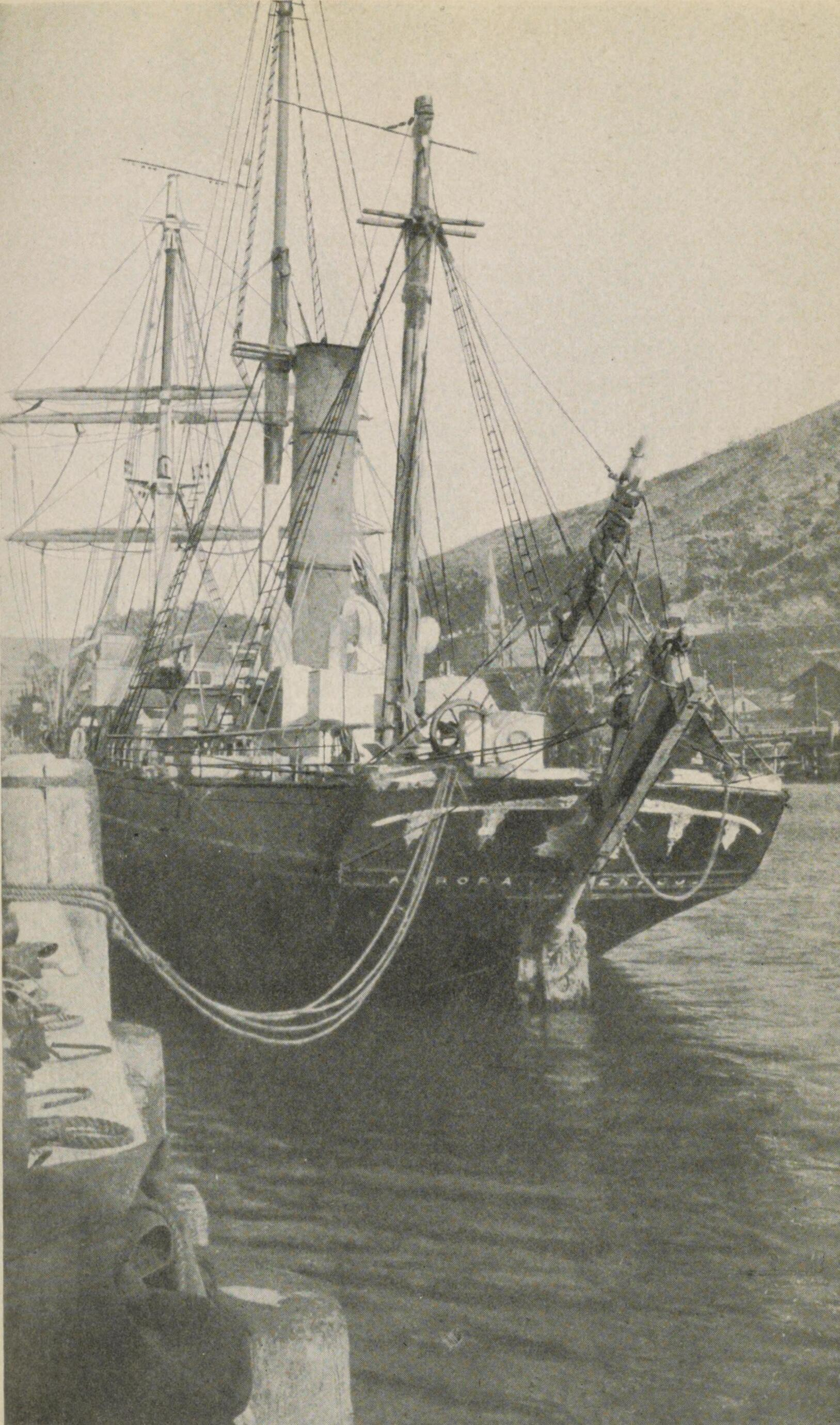
O Aurora, fotografado na Nova Zelândia depois da deriva.

Quando Mackintosh partiu a 25 de Janeiro de 1915 para a instalação dos depósitos, deixou o Aurora sob o comando do Primeiro-Oficial Joseph Stenhouse. A tarefa prioritária para Stenhouse era encontrar um local para ancorar no Inverno; de acordo com instruções de Shackleton, não deveriam ancorar a sul da língua de gelo Erebus, uma saliência de gelo entre o cabo Evans e Hut Point. Esta procura revelou-se longa e perigosa. Stenhouse navegou pelo Estreito durante várias semanas antes de decidir ancorar perto do cabo Evans. Depois de uma última visita a Hut Point, a 11 de março, para ir buscar alguns homens dos grupos dos depósitos, ele levou o navio para o cabo Evans e segurou-o com âncoras e cabos, permitindo, assim, que pudesse ficar preso no gelo.
Na noite de 7 de Maio, uma forte tempestade arrancou o Aurora do seu ancoradouro levando-o para o mar agarrado a uma placa de gelo. Tentaram contactar por rádio o grupo que ficou em terra, mas sem sucesso por falha no equipamento. Preso e sem motores, o Aurora ficou à deriva em direcção a norte desde o cabo Evans, através do Estreito de McMurdo, até ao mar de Ross, seguindo para o oceano Antárctico. Dez homens ficaram abandonados em cabo Evans. A 12 de Fevereiro, por fim, o Aurora conseguiu libertar-se do gelo e rumou para a Nova Zelândia, onde chegou a 2 de Abril.

### Adaptação e improvisação
Como Mackintosh tinha decidido utilizar o Aurora como o local principal para viverem, uma grande parte dos objectos pessoais, roupas, alimentos, equipamentos e combustível ficaram a bordo quando o navio partiu. Embora as rações dos trenós destinadas aos depósitos de Shackleton tenham sido desembarcadas, os dez homens ficaram "apenas com a roupa que tinham no corpo". Sem conhecimento da localização do navio, ou quando, ou mesmo se, voltaria, os homens ficaram dependentes da sua própria iniciativa e criatividade para sobreviverem e para levarem a cabo a sua tarefa de instalação dos depósitos.
Mackintosh resumiu a situação desta forma: "Temos que encarar a possibilidade de que podemos ficar aqui, sem ajuda, durante dois anos. Não podemos esperar por salvamento antes disso e, sendo assim, devemos manter e economizar o que temos, e procurar por substitutos". A primeira acção que tomaram foi ir buscar a comida e os materiais deixados por Scott e Shackleton de anteriores expedições. Estas provisões forneceram-lhes bastante material, incluindo roupa, calçado e equipamento para improvisar, enquanto utilizavam carne de foca e a sua gordura para combustível. As lonas das tendas de Scott serviram de tecido para a confecção de vestuário. Até uma mistura de tabaco — "Hut Point Mixture" — foi improvisada por Ernest Wild a partir de serradura, chá, café e alguma ervas secas. Assim, o grupo foi capaz de de equipar para as viagens de trenó que tinham previstas para o segundo período. No último dia de Agosto, Mackintosh resumiu no seu diário o trabalho que tinham realizado durante o Inverno, terminando com: "Amanhã partiremos para Hut Point".

## Segundo período: 1915–1916

### Viagem até ao monte Hope
O trabalho para o segundo período foi planeado em três fases. Primeiro, todos os depósitos— 1700 kg no total—deviam ser transferidas do cabo Evans para Hut Point. Estes armazéns seriam, então, transportados de Hut Point para uma base em Minna Bluff. Por fim, fariam uma viagem para sul, para reforçar o depósito a 80° e instalar novos a 81°, 82°, 83° e, por fim, no monte Hope, perto da base do glaciar Beardmore, a 83°30'.
Seriam constituídas três equipas de nove homens cada. A primeira etapa, marchar sobre o gelo do mar até, começou a 1 de Setembro de 1915, e foi completada no final do mês, sem contratempos. A segunda fase, ir e voltar entre Hut Point e Bluff, foi mais difícil devido às más condições atmosféricas, ao estado do terreno e a novas discussões entre os métodos de Mackintosh e Joyce. Desta vez, Mackintosh defendia a tracção manual enquanto Joyce queria utilizar os quatro cães ainda capazes — dos seis animais que sobreviveram ao Inverno, dois estavam grávidos e não podiam trabalhar. Mackintosh permitiu que Joyce fizesse como ele entendia, liderando um grupo de seis homens com cães, enquanto Mackintosh continuou a puxar manualmente os trenós com Wild e Spencer-Smith. O método de Joyce revelou-se mais eficaz em termos de quantidade de carga transportada e da resistência dos homens. O depósito-base em Minna Bluff acabou de ser instalado em 28 de dezembro.
Pouco depois da marcha principal até ao monte Hope se ter iniciado, a 1 de Janeiro de 1916, problemas com um dos fogões Primus levaram a que três homens (Cope, Jack e Gaze) voltassem para o cabo Evans, onde se juntaram a Stevens. O cientista tinha ficado na base para efectuar medições atmosféricas e vigiar a chegada do navio. Os restantes seis foram para sul, com Spencer-Smith a fraquejar e  Mackintosh com uma dor no joelho. Instalaram os depósitos o mais rápido possível, utilizando o mínimo de rações para eles próprios, de pois de Joyce insistir, mantendo os cães bem alimentados: "Os cães são a nossa única esperança; as nossas vidas dependem deles." À medida que se aproximavam de monte Hope, Spencer-Smith foi-se a baixo e ficou incapaz de prosseguir. Os outros deixaram-no sozinho numa tenda e fizeram os restantes quilómetros para instalarem o último depósito em monte Hope, a 26 de Janeiro de 1916. Ernest Wild deixou uma carta para o seu irmão Frank que imaginava que estaria a viajar pelo mar de Weddell com Shackleton.

## Regresso
O grupo iniciou o regresso no dia 27 de Janeiro, apanhando Spencer-Smith a 29. Encontrava-se num estado de extrema fraqueza e teve que ser colocado num trenó. Mackintosh depressa ficou incapaz de puxar o trenó, e apenas conseguia ir cambaleando ao seu lado; agora, quem de facto liderava o grupo era Joyce e Richards. Joyce sintetizou a situação: "Nunca estive em condições tão chocantes. É uma das marchas mais difíceis desde que iniciamos a viagem...tudo o que podemos fazer é ir andando o mais depressa que conseguirmos."

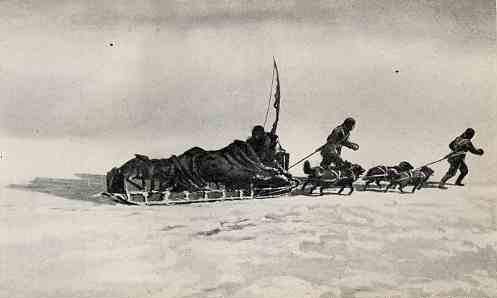
Mackintosh e Spencer-Smith a serem puxados nos trenós por Joyce e Wild

Apesar das dificuldades, o grupo conseguiu progredir até que, a 17 de fevereiro, a cerca de 16 km do depósito de Bluff, foram parados por uma tempestade de neve. Ficaram numa tenda durante cinco dias, e os seus mantimentos chegaram ao fim. Em desespero, o grupo decidiu partir no dia seguinte, mas depressa se verificou que Mackintosh e Spencer-Smith não estavam em condições de continuar. Joyce, Richards e Hayward prosseguiram, através da tempestade, para o depósito, deixando os outros dois homens na tenda ao cuidado de Wild. Esta viagem de ida e volta de 32 km demorou uma semana. Regressaram com comida e combustível para ajudarem os companheiros e continuarem viagem. Pouco tempo depois, Mackintosh juntou-se a Spencer-Smith no trenó e, mais tarde, Hayward também não aguentou mais. Os três homens restantes começaram a dar sinais de cansaço, sem forças para rebocar os seus companheiros; assim, a 8 de Março, Mackintosh ofereceu-se para ficar na tenda enquanto os outros tentavam levar Spencer-Smith e Hayward para Hut Point. Um dia mais tarde, Spencer-Smith morreu, totalmente exausto e com escorbuto, sendo enterrado no gelo. Joyce e Wild chegaram a Hut Point com Hayward a 11 de Março, e foram buscar Mackintosh. No dia 16 de Março, o grupo sobrevivente chegou ao abrigo.
Desde o início do transporte das provisões a partir de cabo Evans, a 1 de Setembro de 1915, até à chegada dos sobreviventes a Hut Point, passaram 198 dias, a maior viagem de trenó jamais em termos de tempo total.

## Morte de Mackintosh e Hayward
Os cinco sobreviventes a recuperar do seu cansaço comendo carne de foca. O gelo encontrava-se demasiado quebradiço para se arriscarem a efectuar a última etapa até cabo Evans, e a monotonia da sua dieta e do ambiente que os rodeava tornou-se enfadonho. A 8 de Maio, Mackintosh informou que ele e Hayward pretendiam arriscar e partir para cabo Evans. Contra fortes objecções dos seus companheiros, partiram e, desapareceram numa nevasca. Os outros foram à sua procura depois da tempestade mas apenas encontraram vestígios da sua marcha até ao limite do gelo quebradiço. Mackintosh e Hayward nunca mais foram vistos. Ou caíram no gelo ou foram levados para o mar numa placa de gelo. Richards, Joyce e Wild esperaram até 15 de Julho para fazerem a viagem até ao cabo Evans, onde por fim se juntaram a Stevens, Cope, Jack e Gaze, apesar da pouca luminosidade provocada pelo eclipse lunar parcial.

## Resgate
Depois da chegada do Aurora à Nova Zelândia em Abril de 1916, Stenhouse deu início ao processo de angariação de dinheiro para reparar e reequipar o navio, antes de regressar à Antárctida para resgatar os homens que lá tinham ficado presos. Esta tarefa revelou-se difícil: não havia qualquer notícia de Shackleton desde que o Endurance tinha partido da Geórgia do Sul em Dezembro de 1914, e parecia que eram precisas várias viagens de salvamento para resgatar ambos os grupos da expedição. No entanto, verificou-se que a expedição principal tinha esgotado os seus fundos, e não havia nenhuma fonte de financiamento imediata. Dadas as complicadas circunstâncias financeiras em que o Aurora tinha partido da Austrália, foi complicado encontrar donativos. Por fim, os governos da Austrália, Nova Zelândia e Reino Unido acordaram criar um fundo conjunto para reequipar o Aurora, mas insistiram em criar uma comissão que iria ter o controlo completo da expedição de resgate.
No dia 31 de maio, Shackleton chegou às Ilhas Falkland onde relatou o que lhes tinha acontecido depois de perderem o Endurance no mar de Weddell. A sua prioridade era salvar os restantes membros do grupo do mar de Weddell, presos na Ilha Elefante. Ele tinha chegado demasiado tarde para, de algum modo, influenciar a organização que iria resgatar o grupo do mar de Ross; a comissão conjunta tinha nomeado John King Davis para liderar a expedição, dispensado Stenhouse e outros oficiais do Aurora. Davis era um veterano da recente expedição de Mawson, e tinha recusado a oferta de Shackleton, em 1914, para comandar o Endurance ou Aurora. Como gesto de cordialidade, foi permitido a Shackleton viajar como oficial excedentário, quando o navio partiu a 20 de Dezembro. A 10 de Janeiro de 1917, quando o Aurora chegou a cabo Evans, os sobreviventes ficaram espantados ao verem  Shackleton; ficaram a saber qu todo o seu esforço tinha sido em vão. Depois de uma semana à procura dos corpos de Mackintosh e Hayward, sem qualquer sinal deles, o Aurora dirigiu-se para norte em direcção à Nova Zelândia, levando os sete sobreviventes do grupo original.

## Rescaldo
Os abrigos Discovery e Terra Nova mantêm-se, protegidos pelo Antarctic Heritage Trust e pelo Governo da Nova Zelândia. Na cabana de cabo Evans, está uma inscrição feita por Richards, na parede junto à sua cama, com os nomes dos que morreram, mas a degradação geral do local causa procupação.
O Aurora sobreviveu menos de um ano depois depois do regresso definitivo do mar de Ross. Shackleton vendeu-o por 10 000 libras, e a sua nova função passou a ser um navio de transporte de carvão entre a Austrália e a América do Sul. Desapareceu no oceano Pacífico, por volta do dia 2 de Janeiro de 1918, devido a naufrágio numa tempestade ou afundado por um navio inimigo. A bordo estava James Paton da tripulação do mar de Ross, que lá continuava como contramestre. Ernest Wild também foi vítima da Primeira Guerra Mundial. Morreu de febre tifoide em Malta, a 10 de março de 1918, enquanto prestava serviço ma Marinha Real, no mar Mediterrâneo.
A 4 de Julho de 1923, Joyce e Richards foram condecorados com a Medalha de Alberto, por Jorge V do Reino Unido, pela sua coragem e acções de salvamento durante a segunda instalação de depósitos. Wild e Victor Hayward receberam a mesma condecoração, a título póstumo. Muitos dos sobreviventes tiveram carreiras de sucesso. O jovem operador de rádio, Lionel Hooke, ingressou na Amalgamated Wireless Australasia Ltd, uma empresa de comunicações, e foi responsável por muitas inovações técnicas. Tornou-se o seu director operacional, em 1945, e seu administrador, em 1962, recebendo o título de Cavaleiro pelos seus serviços à indústria, em 1957. Dos quatro cães que sobreviveram, Con foi morto pelos outros cães antes do salvamento. Os outros, Oscar, Gunner e Towser, regressaram no navio para a Nova Zelândia e foram levados para o Jardim Zoológico de Wellington. Perto do fim da sua vida, Dick Richards, o último sobrevivente do grupo, nunca se arrependeu de ter participado na expedição e considerou que o esforço por que passaram não foi em vão. Acreditou que era algo que o espírito humano tinha que fazer, e que nenhum empreendimento levado a cabo com um objectivo definido era desperdiçado.